# Yuzuru Tachikawa
Yuzuru Tachikawa (立川 譲, Tachikawa Yuzuru) est un réalisateur d'anime japonais né le 2 décembre 1981.
Après un début de carrière au studio Madhouse, il est notamment connu pour avoir réalisé les séries Death Parade, Mob Psycho 100, et Deca-Dence, deux films Détective Conan (L'Exécutant de Zéro et Le Sous-marin noir), et le film Blue Giant.

## Biographie

### Débuts dans l'animation
Tachikawa nait le 2 décembre 1981 dans le district d'Iruma, un ensemble de villages de la préfecture de Saitama, au nord de Tokyo.
Il est diplômé du Nihon University College of Art (ja), et a ensuite rejoint Madhouse pour travailler dans la réalisation. Il y fait ses débuts en tant que réalisateur en 2007, sur le dernier épisode de la série animée Kiba. Il devient ensuite indépendant.

### Succès comme réalisateur indépendant
En 2012, il réalise l'OVA Arata-naru Sekai (en) . L'année suivante, il travaille avec Madhouse sur le film d'animation Death Billiards dans le cadre du programme Anime Mirai. Le court métrage a ensuite inspiré une série animée intitulée Death Parade, toujours réalisée par Tachikawa. En 2014, il travaille sur la série Terror in Resonance pour MAPPA en tant qu'assistant réalisateur.
Tachikawa réalise les 3 saisons de l'adaptation animée de Mob Psycho 100 entre 2016 et 2022. La série reçoit un accueil critique très favorable, remportant plusieurs distinctions aux Crunchyroll Anime Awards, dont meilleur scène de combat (Best Fight Scene) et meilleure série d'action (Best Action) pour la première saison et meilleure animation (Best Animation) et meilleur générique d'ouverture (Best Opening Sequence) pour la seconde. Sur la troisième saison, il délègue le poste de réalisateur principal mais reste réalisateur en chef.
En 2020, il réalise la série originale Deca-Dence, qui reçoit trois nominations aux Crunchyroll Anime Awards de l'année suivante, Tachikawa étant nommé deux fois pour la catégorie de meilleur réalisateur pour son travail sur Mob Psycho 100 et sur Deca-Dence ,.
En 2023, il réalise deux films : le 26e film adapté de Détective Conan au cinéma nommé Le Sous-marin noir, et l'adaptation du manga musical Blue Giant,.
Les deux films Conan qu'il a réalisé (Le Sous-marin noir et L'Exécutant de Zero) sont à leur sortie devenus les films de la franchise ayant le mieux marché au box-office, et devenus parmi les films ayant rapporté le plus d'argent au Japon en salles,.

## Style de réalisation
Avant de devenir réalisateur, Tachikawa était déjà considéré comme un talentueux metteur en scène d'action, en particulier pour sa maîtrise de l'espace tridimensionnel dans ses chorégraphies, notamment dans des séries comme Bleach,. Un domaine dans lequel il persévérera en tant que réalisateur, en particulier sur les différentes saisons de Mob Psycho, considéré parmi les meilleures séries animées d'action,, ou encore Deca-Dence. Même pour Blue Giant, Tachikawa avouera s'être plus inspiré de séries d'action l'ayant marqué (comme Neon Genesis Evangelion) pour réaliser les scènes de concerts plutôt que des films musicaux, car il y trouvait plus le sens du dynamisme et de l'improvisation qu'il voulait insuffler au film.
Les deux films Détective Conan de Tachikawa sont souvent notés pour leur ton plus austère et plus proche du thriller hardboiled que le reste de la franchise, et contenant des scènes d'action plus réalistes et terre-à-terre,. De manière générale, les productions de Tachikawa voient souvent se mélanger un côté « action » parfois léger, et un côté « moral » plus ambivalent, et en particulier celles où il est impliqué à l'écriture comme Death Billiards ou Deca-Dence,.
Fujimoto de Real Sound (ja) note une certaine emphase de Tachikawa sur les fluides dans sa mise en scène, qui prennent une place prépondérante face à la narration, qu'il s'agisse de fluides corporels (sueur, larmes...) ou naturels (l'eau d'un fleuve, ou la pluie qui compte), en particulier dans Blue Giant et ses deux films Conan.

## Filmographie
Sauf mention contraire explicite, les informations de cette section sont tirées des cartons de crédits des œuvres mentionnées, ou de bases de données compilant ces mêmes crédits,.

### Séries principales
| Année     | Titre                                     | Rôle(s) (génériques)                                                             |
| --------- | ----------------------------------------- | -------------------------------------------------------------------------------- |
| 2007      | Kiba                                      | Réalisation d'épisodes                                                           |
| 2007      | Shigurui (en)                             | Réalisation d'épisodes                                                           |
| 2008      | MapleStory                                | Réalisation et story-board d'épisodes                                            |
| 2008–2009 | Chi : Une vie de chat                     | Réalisation et story-board d'épisodes                                            |
| 2009–2010 | Kobato.                                   | Réalisation et story-board d'épisodes                                            |
| 2010–2012 | Bleach                                    | Réalisation et story-board d'épisodes                                            |
| 2011      | The Mystic Archives of Dantalian          | Réalisation et story-board d'épisodes                                            |
| 2012      | Aquarion EVOL (en)                        | Réalisation et story-board de générique                                          |
| 2012      | Lupin III : Une femme appelée Fujiko Mine | Réalisation d'épisodes                                                           |
| 2014      | Terror in Resonance                       | Assistant réalisateur, réalisation et story-board d'épisodes                     |
| 2015      | Death Parade                              | Co-créateur, Réalisateur, co-scénariste                                          |
| 2015      | The Heroic Legend of Arslân               | Réalisation et story-board de générique (OP2)                                    |
| 2016      | Mob Psycho 100                            | Réalisateur, scripts, réalisation et story-board d'épisodes et de générique (OP) |
| 2017      | Last Hero Inuyashiki                      | Réalisation de générique (OP)                                                    |
| 2019      | Mob Psycho 100 II                         | Réalisateur, scripts, réalisation et story-board d'épisodes et de générique (OP) |
| 2020      | Deca-Dence                                | Co-créateur, réalisateur, réalisation et story-board d'épisodes                  |
| 2022      | Mob Psycho 100 III                        | Réalisateur-en-chef, scripts, réalisation et story-board d'épisodes              |

### Films
| Année | Titre                                 | Rôle(s)                                           |
| ----- | ------------------------------------- | ------------------------------------------------- |
| 2010  | Bleach: Hell Verse                    | Assistant réalisateur, story-board                |
| 2013  | Death Billiards                       | Co-créateur, scénariste, réalisateur, story-board |
| 2018  | Détective Conan : L'Exécutant de Zero | Réalisateur, story-board                          |
| 2023  | Blue Giant                            | Réalisateur, directeur audio                      |
| 2023  | Détective Conan : Le Sous-marin noir  | Réalisateur, story-board                          |

### Autres
| Année | Titre                                                                    | Type | Rôle(s) (génériques)               |
| ----- | ------------------------------------------------------------------------ | ---- | ---------------------------------- |
| 2012  | Bleach: Hell Verse                                                       | OVA  | Assistant réalisateur, story-board |
| 2018  | Mob Psycho 100 REIGEN – Le Médium prodige de l'ombre                     | OVA  | Réalisateur, story-board           |
| 2019  | Mob Psycho 100 II - La première excursion du bureau ~Le voyage apaisant~ | OVA  | Story-board                        |